# Sulfatprocessen

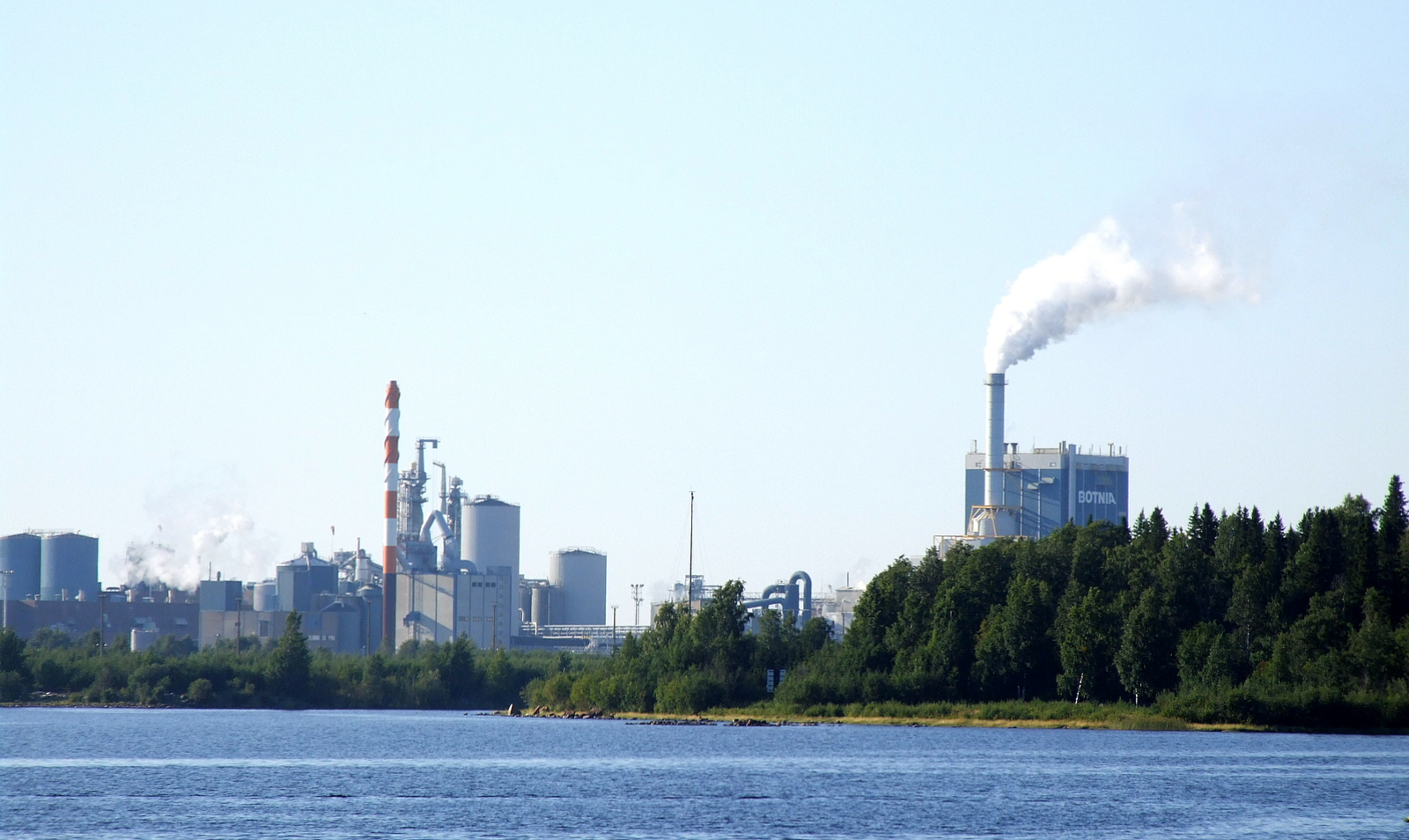
Metsä Fibres sulfatmassafabrik i Kemi, Finland. Till vänster ses de enheter där veden kokas till pappersmassa. Till höger ses sodapannan.

Sulfatprocessen (engelska: Kraft pulping) är den idag dominerande processen för framställning av pappersmassa till de flesta slag av pappersprodukter. Sulfatprocessen är en kemisk behandlingsprocess för veden. Sulfatprocessen har till stor del konkurrerat ut den tidigare vanliga sulfitprocessen och är idag egentligen den enda industriellt använda kemiska massaprocessen även om några sulfitmassabruk fortfarande finns kvar.
Den centrala delen av sulfatprocessen är massakoket, där ved behandlas med kemikalier för tillverkning av pappersmassa med frilagda fibrer. Därefter bleks ofta massan. Processerna från ved till pappersmassa brukar ofta benämnas fiberlinjen till skillnad från andra delar i en massafabrik. Även kemikalieåtervinning är ett viktigt steg. Eftersom kokkemikalierna kan återvinnas på massabruket, behöver i huvudsak endast blekkemikalierna hämtas utifrån. En modern sulfatmassafabrik kan idag producera mer än en miljon ton pappersmassa per år. Det är dock vanligt att befintliga fabriker, byggda långt tidigare, har en mycket lägre kapacitet.
De flesta sulfatmassafabrikerna finns traditionellt i Europa och Nordamerika. Världens största producent av sulfatmassa är USA följt av Kanada. På senare tid har kapacitet byggts upp i Sydamerika och Asien, speciellt i Brasilien, Indonesien och Kina. Kina har till och med blivit världens tredje största producent av sulfatmassa. Finland och Sverige, världens fjärde respektive femte största producenter, har dock i förhållande till sin storlek en mycket stor sulfatmassaindustri.

## Historia

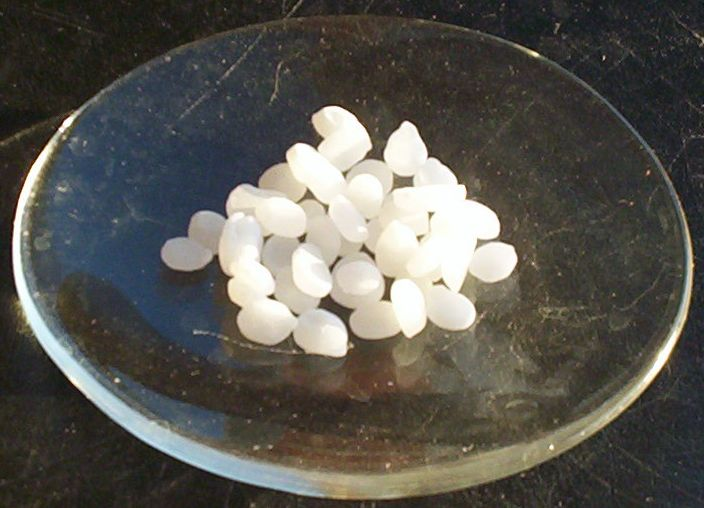
Natriumhydroxid krävs för att spjälka ligninet och frilägga fibrerna.

Under 1800-talet uppkom en stor efterfrågan på papper. Dåtidens råvaror som lump räckte inte till, varför man försökte utveckla kemiska metoder för att framställa pappersmassa från ved. Under 1850-talet upptäcktes det att ved kunde lösas upp till fibrer i starkt basiska lösningar av natriumhydroxid (lut) under höga temperaturer. Metoden kallades sodaprocessen eller natronprocessen och var den första processen där vedens lignin löstes upp kemiskt för att frisätta cellulosafibrerna. Metoden var dock dyr på grund av kemikaliebehovet. 1865 patenterades en metod för återvinning av kemikalierna genom förbränning av den använda luten. Detta gjorde att processen kunde utnyttjas i stor skala. Sodaprocessen kan ses som en direkt föregångare till sulfatprocessen.
1867 uppfanns sulfitprocessen, som ersatte sodaprocessen eftersom den var enklare och gav ljusare pappersmassa. I sulfitprocessen är salter av svavelsyrlighet de verksamma kemikalierna.
Sulfatprocessen uppfanns 1879 av den tyske kemisten Carl F. Dahl. Han upptäckte, att genom att förbränna indunstad svartlut (kokvätskan efter att den använts för uppslutning av ved) med tillsats av natriumsulfat (Glaubersalt) under reducerande förhållanden bildades en blandning av natriumhydroxid och natriumsulfid. Natriumsulfid och natriumhydroxid kunde tillsammans delignifiera veden betydligt effektivare vid ett mycket högre utbyte. Fibrerna blev mycket starka och Dahl döpte därför pappersmassan till kraftmassa. Namnet "Kraft pulp" används fortfarande på engelska och många andra språk. På svenska slog dock namnet "sulfatprocessen" igenom (även på engelska förekommer namnet "sulfate process"). Processen hade dock vissa problem. Massan var mörk, svår att bleka och illaluktande gaser avgavs. Processen utvecklades långsamt och det första bruket startade 1885 i Munksjö.
Under 1920-talet uppfanns sodapannan i Kanada av G.H. Tomlinson. Sodapannan kunde kontinuerligt regenerera kokkemikalierna. 1937 blev sulfatprocessen ännu mera lönsam när sodapannan blev vattenkyld och således kunde producera energi. Behovet av oblekt pappersmassa för kartong gynnade också processen. När sulfatmassa kunde blekas till full ljushet med klordioxid under 1940-talet blev sulfatprocessen definitivt den dominerande metoden för framställning av pappersmassa.

## Roll i pappersindustrin idag

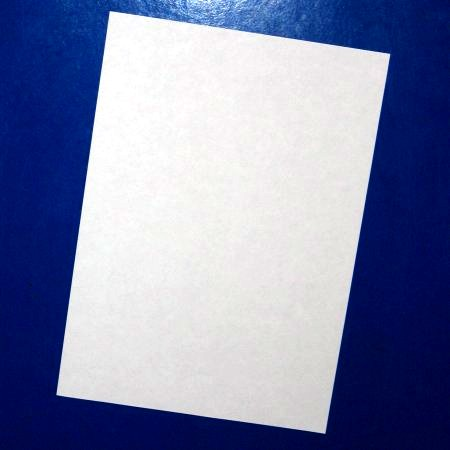
Sulfatmassa används till alla sorters pappersprodukter, speciellt finpapper och andra produkter med höga kvalitetskrav

Sulfatprocessen ger papper av hög kvalitet och med god mekanisk styrka, men utbytet är lågt, endast mellan 40 och 50 procent, vilket betyder att endast kring hälften av veden blir papper. Detta beror på att en stor del av veden löses ut för att frilägga vedfibrerna. Pappersmassan består då till mycket stor del av cellulosa, vilket är önskvärt för papperstillverkning. Det utlösta materialet förbränns i en sodapanna, vilket gör att ett sulfatmassabruk är självförsörjande vad gäller energi.
Kemiska processer står idag för 70% av världens massatillverkning, och så gott som all denna kemiska massa produceras med sulfatprocessen; endast en liten, ständigt krympande del produceras med sulfitprocessen. Det främsta alternativet till sulfitprocessen idag är mekaniskt tillverkad pappersmassa, framställd genom till exempel slipprocessen eller med raffinörer (TMP-process). De mekaniska processerna har ett utbyte som är högre än 90%. Mekanisk massa ger dock papper av sämre kvalitet än sulfatmassapapper. Dessutom kräver den mekaniska processen stora mängder energi. Vid låga vedpriser och höga energipriser är alltså sulfatprocessen den ekonomiskt mest lönsamma. Sulfatmassapapper används idag för de flesta pappersprodukter, både med höga och låga kvalitetskrav. Papper från mekanisk massa används främst till produkter med låg kvalitet, såsom tidningspapper.
Att använda ved för produktion av pappersmassa istället för som bränsle är både lönsammare och sysselsätter flera människor, enligt undersökningar gjorda i Finland.

## Massaframställning

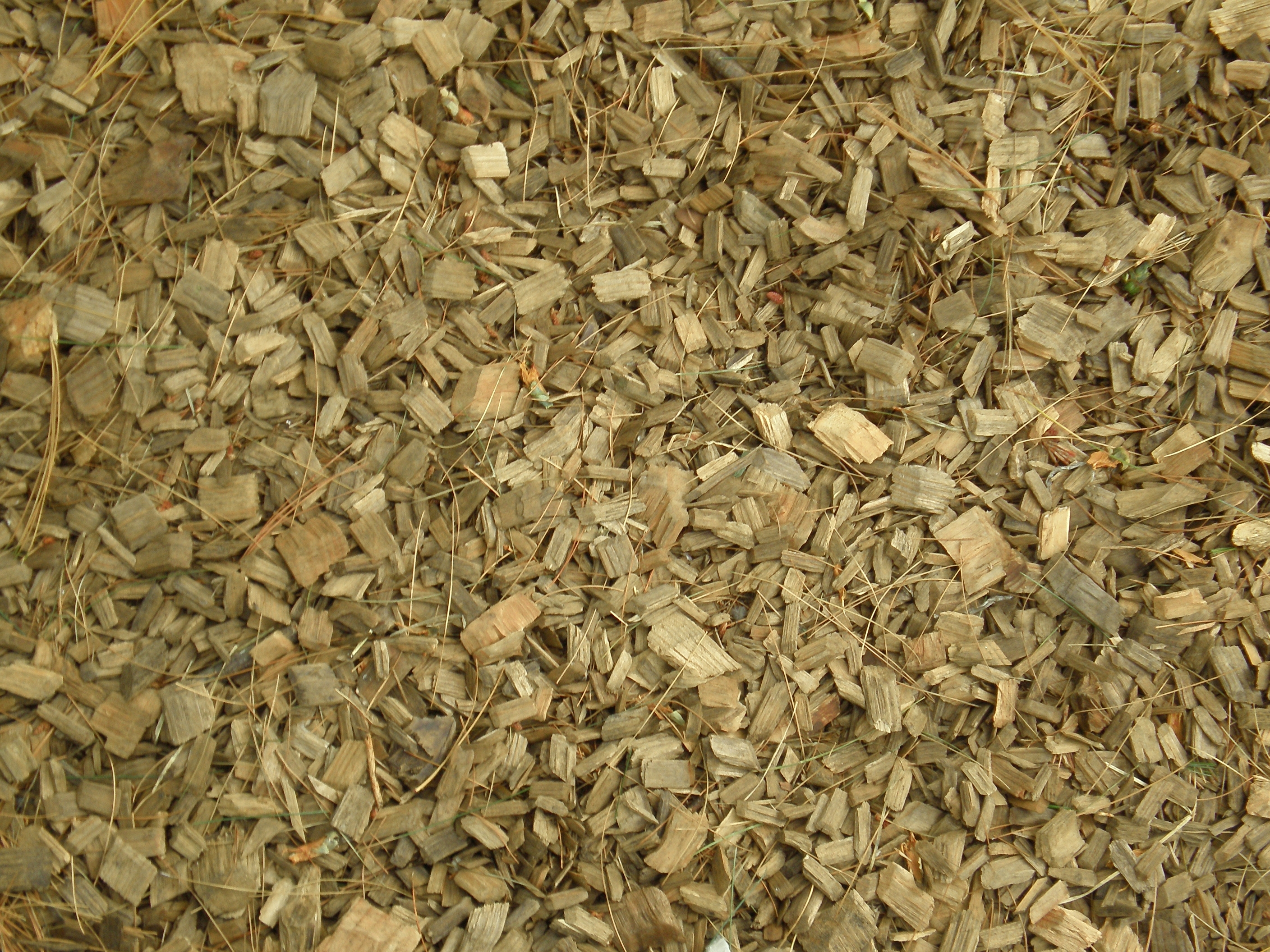
Ved huggen till flis

### Vedråvara
Så gott som alla vedslag kan utnyttjas i sulfatprocessen. Typiskt så används både lövved, som har korta fibrer, och barrved, som har längre fibrer. Längre fibrer ger mekanisk styrka och kallas ibland armeringsfibrer. I den gamla sulfitprocessen kunde endast gran kokas, vilket var en klar nackdel.
Massaveden som kommer till fabriken avbarkas, till exempel i en barktrumma, och huggs till flis. Barken förbränns, antingen i en för ändamålet speciell barkpanna eller i ett annat lämpligt kraftverk.

### Massaframställning
Massakokets uppgift är att med värme och kemikalier bryta ner ligninet i veden, så att fibrerna frisätts. Kemikalieblandningen som används för detta ändamål kallas vitlut och dess aktiva komponenter är natriumsulfid (Na2S) och natriumhydroxid (NaOH). Vitluten bryter i massakoket ner och löser ut ligninet samt en stor del av hemicellulosan och olika extraktivämnen. Pappersmassan består då till mycket stor del av cellulosa, vilket är önskvärt för papperstillverkning. Lignin, hemicellulosa och cellulosa är tillsammans vedens huvudkomponenter, vilket betyder att utbytet blir lågt då två av dessa försvinner. Utbytet i sulfatprocessen är cirka 50%.
Massakoket är dock inte en fullständigt selektiv process – vitluten bryter också ner cellulosan en aning. Man vill behålla fibrerna så långa, starka och hela som möjligt, och därför är koktiden alltid en kompromiss mellan god nedbrytning av ligninet och högt utbyte av cellulosa. Det har visat sig att tillsats av antrakinon(C14H8O2) i massakoket kan förbättra selektiviteten och därmed utbytet.
Kokningen sker antingen i stora satskokare, eller kontinuerliga kokare, till exempel Kamyrkokare.. Koktemperaturen är mellan 150 och 170 °C. På bilden högst upp till höger är den högsta byggnaden på vänster sida en kontinuerlig kokare. I en sådan kokare tillsätts hela tiden flis högst upp i tornet medan massa tas ut längst ner.

### Från massa till papper
I ett integrerat massa- och pappersbruk kan sulfatmassan pumpas direkt till en pappersmaskin. I ett ointegrerat bruk måste dock massan torkas i en torkmaskin. Torkmaskinen formar massan till en tjock pappersbana som skärs till ark, som sedan binds till balar. Balarna skickas till kunder som löser upp massan i en pulper och använder den för pappersframställning i en pappersmaskin.

## Kemikalieåtervinning och energiproduktion
Kemikaliebehovet i sulfatprocessen är mycket stort, cirka 3,5–4,0 m3 vitlut per ton lufttorr massa. Processen skulle därför vara omöjlig att utnyttja i stor skala utan en effektiv kemikalieåtervinning. Dessutom gör det låga utbytet att en stor mängd organiskt material produceras i kokeriet. Detta måste utnyttjas på något sätt, och det bästa sättet tillsvidare är att förbränna det i en sodapanna.

### Indunstning

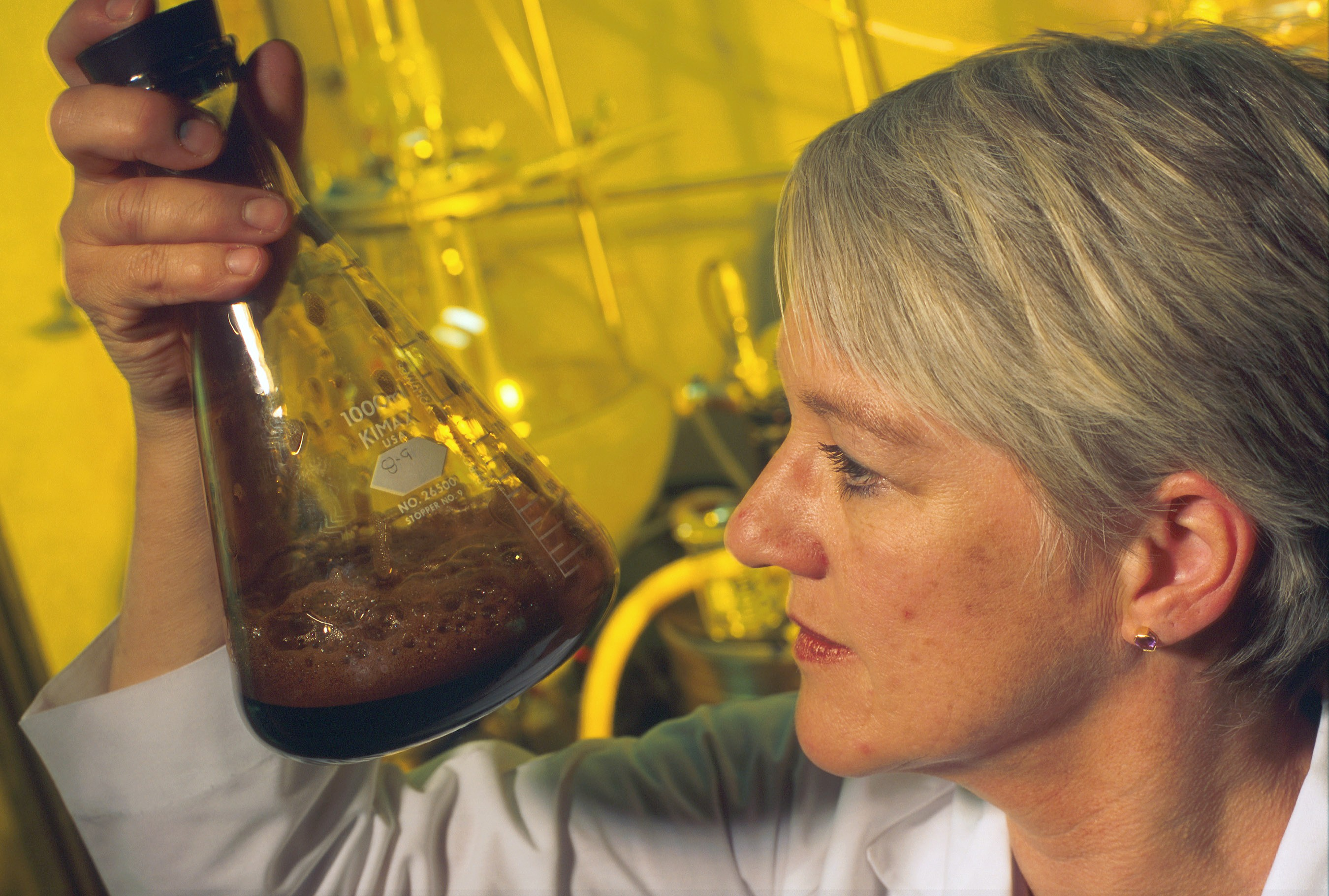
En laborant undersöker uttvättad svartlut från ett sulfatkok

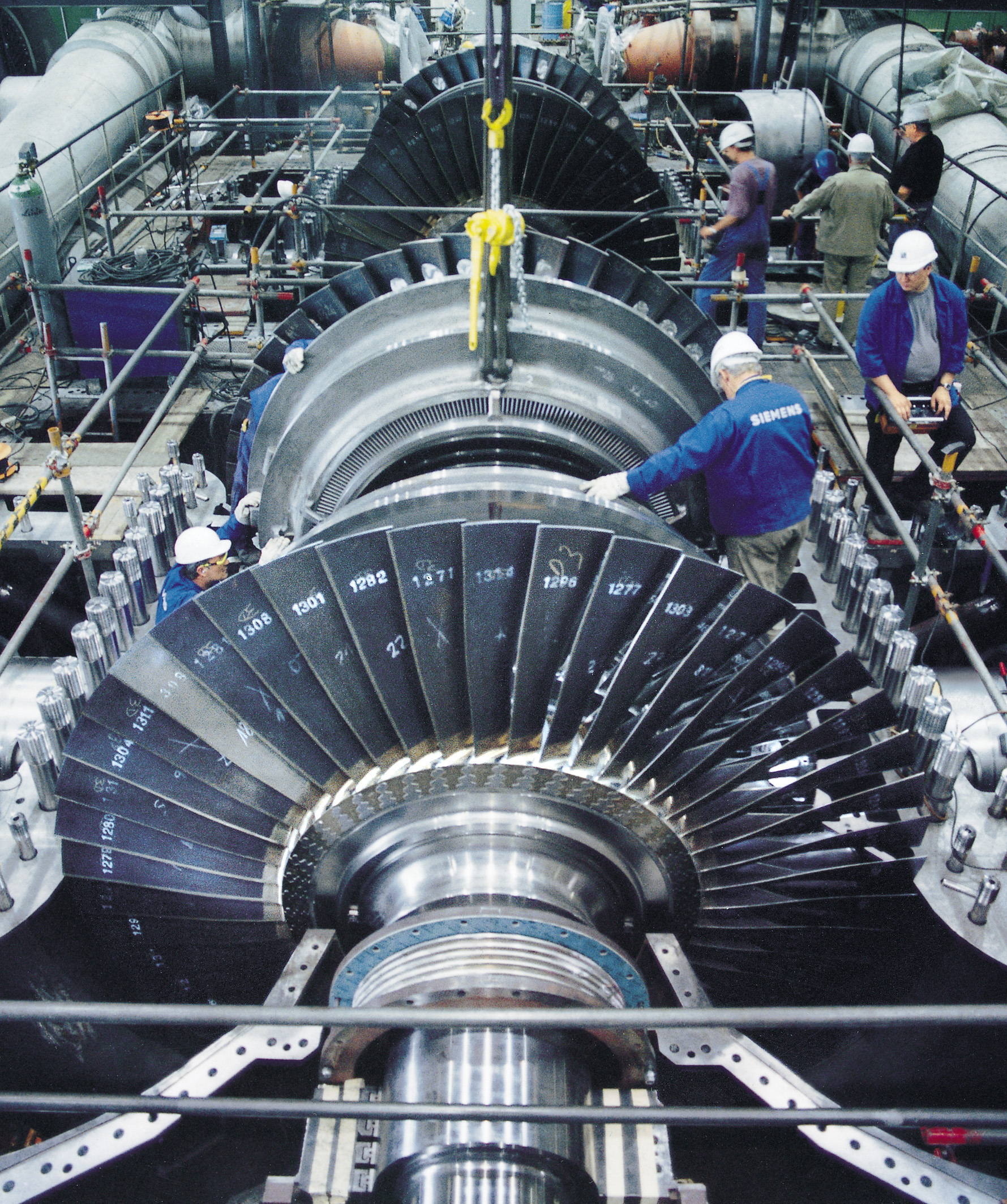
Ångturbin

Efter massakoket tvättas kokkemikalierna och det utlösta materialet bort från pappersmassan. Blandningen av lut, lignin och diverse kolhydrater från veden kallas nu svartlut. Blandningen består dock till största delen av vatten, torrhalten är endast 14–18% beroende på kokerianläggningen. Vattnet måste kokas bort för att det brännbara organiska materialet ska kunna förbrännas effektivt och kokkemikalierna tas till vara. Svartluten indunstas därför i en indunstningsanläggning som består av många, stora värmeväxlare kopplade i serie. Värmeväxlarna, kallade indunstare, värms med ånga från sodapannan. Det vatten som kokas bort i en indunstare kan utnyttjas som ånga i ett annat. Indunstningen är därför en relativt energieffektiv metod, trots den stora mängd energi som krävs för att förånga vatten. Den slutliga torrhalten har traditionellt legat på 65–75%, men moderna anläggningar klarar av en torrhalt på 80% och mer. En högre torrhalt ger högre effekt i sodapannan, stabilare körning och mindre utsläpp.

### Sodapanna
Den nu tjocka och trögflytande svartluten förbränns sedan i en sodapanna. I sodapannan förbränns det organiska materialet som har ett högt energiinnehåll. Ett sulfatmassabruk är därför självförsörjande vad gäller energi och kan dessutom oftast sälja energi, antingen i form av ånga och fjärrvärme eller elektricitet, oftast båda. Sodapannan fungerar som ett vanligt värmekraftverk och ångan leds genom turbiner för att generera elektricitet. Ångan kan också utnyttjas i massakoket, indunstningen och pappers- eller torkmaskinerna. Moderna, storskaliga sodapannor kan ha en värmeeffekt på 500 MW eller mera. Det organiska materialet brinner alltså upp till koldioxid och vatten samt bildar kol i eldbädden: 
1. Lignin, kolhydrater och annat organiskt material + O2 → CO2 (g) + H2O (g) + C (i eldbädd)
Sodapannan har även en annan uppgift – att regenerera kokkemikalierna i svartluten. Mycket av svavlet i svartluten finns i oxiderad form, främst som natriumsulfat (Na2SO4) och ofta bundet till ligninet, och måste reduceras till natriumsulfid (NaS). Detta inträffar i sodapannans eldbädd i närvaro av det starka reduktionsmedlet kol. Kolet härstammar från det organiska materialet, som har undergått pyrolys (vätet har brunnit upp). Reaktionen ser ut som följande:
2. Na och S i olika former (till exempel Na2SO4) + C (i eldbädd) + O2 (g) → Na2S (tappas ut i flytande form) + CO2 (g)
Natrium reagerar även med koldioxid och bildar natriumkarbonat:
3. 2 NaOH + CO2 → Na2CO3 + H2O
Blandningen av dessa två bildade salter, natriumsulfid och natriumkarbonat, kallas grönlut. Grönluten tappas ut från sodapannans botten i flytande form och späds ut i en upplösare.

### Kaustisering och mesaugn
För att kemikalierna skall kunna användas på nytt i kokeriet måste natriumkarbonaten ännu omvandlas till natriumhydroxid. Denna process kallas kausticering och sker med hjälp av släckt kalk (kalciumhydroxid, Ca(OH)2):
4.   Na2CO3 + Ca(OH)2  →  2 NaOH + CaCO3 (s)
Således har vitlutens två komponenter, natriumsulfid och natriumhydroxid, åter bildats. I denna process produceras även kalciumkarbonat (CaCO3), som i sulfatprocessen kallas mesa. Även kalcium har ett kretslopp i processen. Mesan förbränns i en roterugn (oftast kallad mesaugn), varvid bränd kalk (kalciumoxid) fås. Denna reaktion kallas kalcinering:
5.   CaCO3 (s)  →  CaO  + CO2 (g)
Kalciumoxiden reagerar sedan med vatten ("släcks") och bildar kalciumhydroxid. Detta sker i en så kallad släckare.
6.   CaO  + H2O →  Ca(OH)2
Denna kalciumhydroxid kan igen reagera med grönlut i steg 4. Kemikaliecirkeln är således sluten, och inga kemikalier behöver kasseras. I verkligheten förekommer dock alltid små förluster, varför man tillför till exempel ren natriumhydroxid (som vid massabruket då kallas natronlut) och svavelsyra. Nya kemikalier måste också tillföras så att förhållandet mellan de båda grundämnena natrium och svavel kan hållas på rätt nivå.

## Biprodukter
En rad biprodukter produceras i sulfatprocessen. Vid kokning av barrved samlas från svartluten upp såpa, som består av fettsyror från veden i tvålform. Såpan neutraliseras med svavelsyra eller koldioxid vilket ger tallolja. Talloljan kan användas som sådant som bränsle vid massabruket (till exempel vid mesaugnen) eller säljas för vidare förädling. Tallolja kan destilleras och de olika produkterna används för många olika ändamål. Även terpentin och metanol kan utvinnas ur svartluten. Vanligtvis används de som bränslen vid massabruket.

## Utsläpp
Sulfatmassabruk är kända för sina illaluktande utsläpp. Lukterna orsakas av flyktiga organiska svavelföreningar som svavelväte, metantiol, dimetylsulfid och dimetyldisulfid. Idag är dock luktproblemen betydligt mindre än förr i tiden, eftersom man nuförtiden samlar in alla luktgaser (från cisterner och så vidare) och leder in dem i sodapannan, där de förbränns och övergår till grönluten. I områden runt moderna bruk känns lukten främst vid problemsituationer eller vid uppstarter respektive nedkörningar.
Skogsindustrins lukter har gett upphov till talesätten "Det luktar pengar", samt "Sulfit luktar skit, sulfat luktar mat, fast tvärtom". Talesätten beskriver den ökning av luktproblem som uppstod vid övergång från sulfit- till sulfatprocess, men att inte heller sulfitprocessen är luktfri.
Förbränningen i sodapanna och kalcineringen i mesaugnen producerar visserligen koldioxid, men dessa processer bidrar inte till växthuseffekten eftersom kolet härstammar från veden. Så länge skogen tillåts växa upp igen kommer koldioxiden endast att cirkulera och inte anrikas i atmosfären. Sådan energi brukar kallas bioenergi. Förbränningen av svartlut i sodapannan orsakar endast mycket små utsläpp av svaveldioxid, trots att stora mängder svavel passerar sodapannan. Detta beror på att svavlet reagerar med natrium och övergår till smältan (grönluten). NOx-utsläpp förekommer men är inte större än vid andra förbränningsanläggningar. 
Utsläpp av kemikalier från reningsverk är idag små. Tidigare, då klorgasblekning var vanlig, hamnade klorerade organiska föreningar i naturen via utsläppt blekvatten. Dessa utsläpp har blivit mycket mindre efter att klorgasblekning avskaffats så gott som totalt.
Till följd av tekniska framsteg har sulfatprocessen blivit betydligt mera miljövänlig under de senaste decennierna. Till exempel i Finland har utsläpp av biologiskt nedbrytbara substanser (se Biochemical Oxygen Demand), övergödande ämnen (kväve och fosfor), organiska halider, reducerade svavelföreningar, svaveldioxid och aerosoler kraftigt minskat sedan 1980-talet. Även mängden deponiavfall har minskat. Endast mängden kväveoxider har ökat medan utsläpp av koldioxid har hållits på en konstant nivå.